# 대한민국 형법 제218조
대한민국 형법 제218조는 인지·우표의 위조등에 대한 형법각칙의 조문이다. 외국인이 한국 밖에서 이 범죄를 저지르더라도 예외적으로 처벌하고 있다

## 조문
제218조(인지·우표의 위조등) ① 행사할 목적으로 대한민국 또는 외국의 인지, 우표 기타 우편요금을 표시하는 증표를 위조 또는 변조한 자는 10년 이하의 징역에 처한다. <개정 1995.12.29>
②위조 또는 변조된 대한민국 또는 외국의 인지, 우표 기타 우편요금을 표시하는 증표를 행사하거나 행사할 목적으로 수입 또는 수출한 자도 제1항의 형과 같다. <개정 1995.12.29>

## 판례
1. ↑  대한민국 형법 제5조(외국인의 국외범)